# Pharmacophagus antenor
Pharmacophagus antenor är en fjärilsart som först beskrevs av Dru Drury 1773.  Pharmacophagus antenor ingår i släktet Pharmacophagus och familjen riddarfjärilar. Inga underarter finns listade i Catalogue of Life.

## Bildgalleri

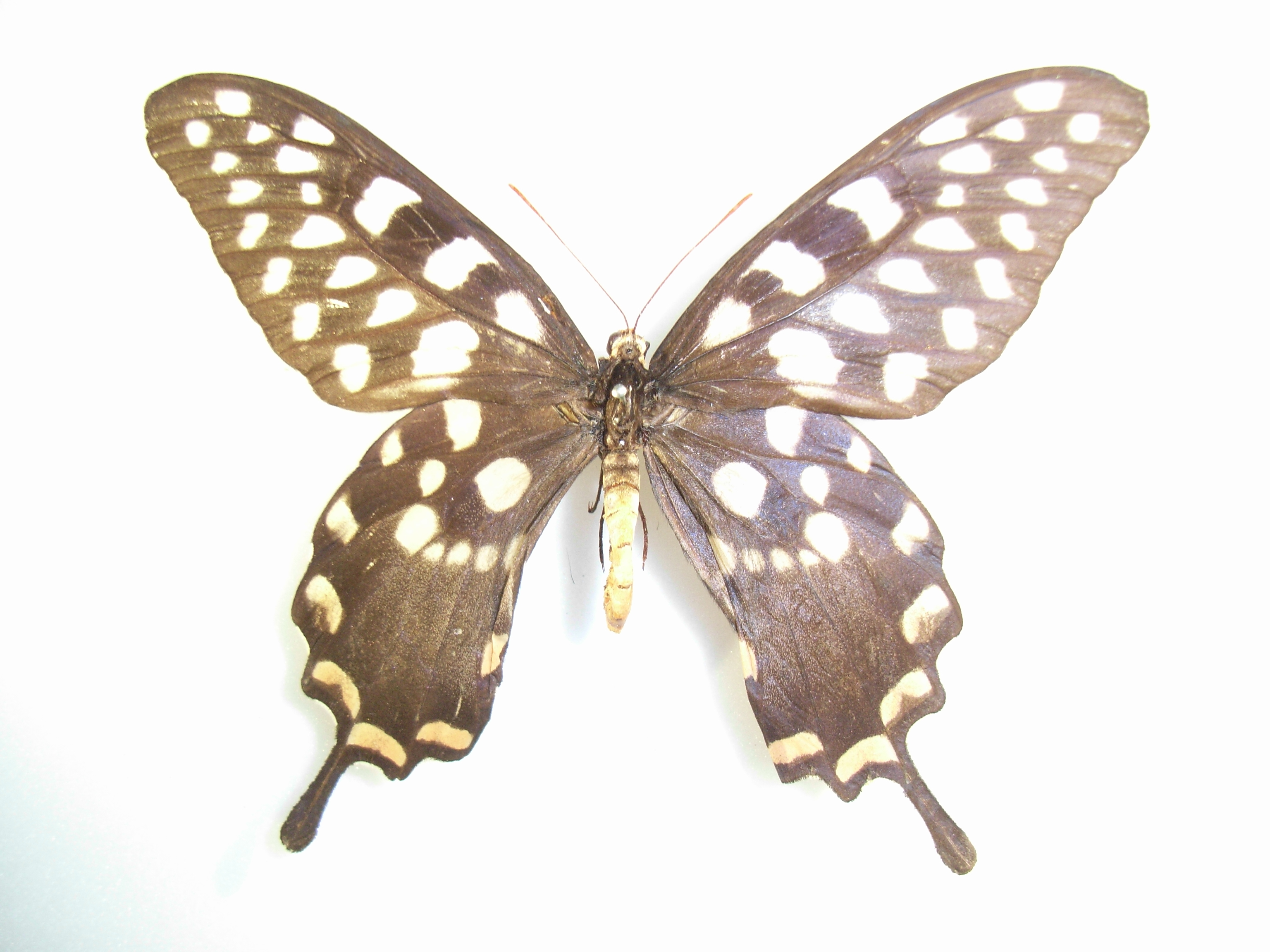